# Sania Mirzaová

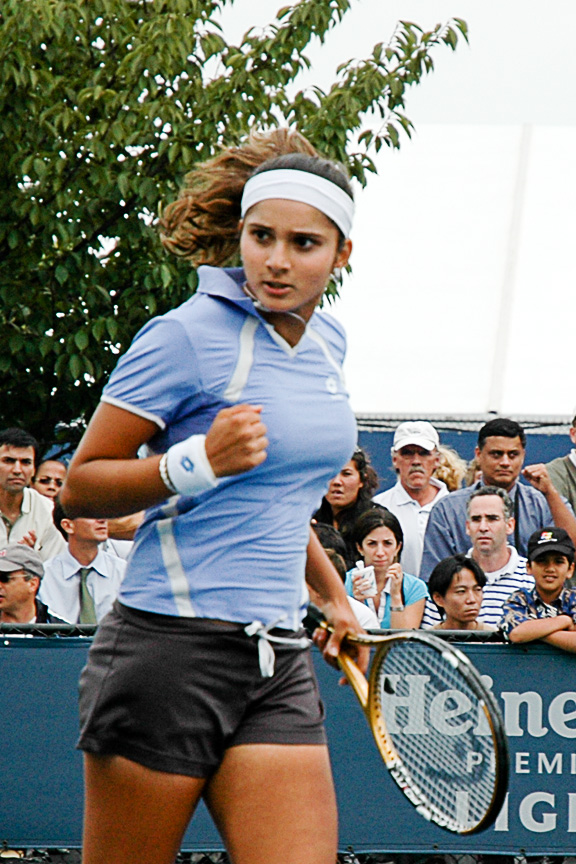
Na US Open 2006

Sania Mirzaová (* 15. listopadu 1986 Bombaj, Maháráštra) je bývalá indická profesionální tenistka. V letech 2015–2017 byla světovou jedničkou ve čtyřhře, historicky 33. v pořadí a čtvrtou z asijského kontinentu. Na čele strávila celkem 91 týdnů. Mezi roky 2003–2012 hrála také dvouhru a byla indickou jedničkou v singlové i deblové kategorii. Pro dlouhodobé zranění zápěstí opustila kariéru ve dvouhře. Závodní dráhu ukončila na únorovém Dubai Tennis Championships 2023. Představuje nejúspěšnější indickou tenistku. Na okruhu porazila bývalé světové jedničky Martinu Hingisovou, Dinaru Safinovou a Viktorii Azarenkovou.
Na okruhu WTA Tour vyhrála jeden singlový a čtyřicet tři deblových turnajů, včetně čtyřhry na Turnaji mistryň 2014 a 2015, poprvé v páru s Carou Blackovou a podruhé s Hingisovou. V rámci okruhu ITF získala čtrnáct titulů ve dvouhře a čtyři ve čtyřhře,
Na žebříčku WTA byla ve dvouhře nejvýše klasifikována v srpnu 2007 na 27. místě a ve čtyřhře pak v dubnu 2015 na 1. místě. Trénuje ji otec Imran Mirza.
Na nejvyšší grandslamové úrovni vybojovala deblové trofeje z Wimbledonu 2015, US Open 2015 a Australian Open 2016 v páru se Švýcarkou Martinou Hingisovou. Další tři tituly přidala ve smíšené čtyřhře. Po boku krajana Maheše Bhúpatího vyhrála Australian Open 2009 a French Open 2012. S Brazilcem Brunem Soaresem pak získala trofej na US Open 2014. Celkem šestkrát odešla z grandslamového finále poražena – v páru s Jelenou Vesninovou z ženského debla French Open 2011, a také ze smíšených soutěží na Australian Open 2008, 2014, 2017 a 2023.
Od dubna 2017 se její spoluhráčkou stala Kazaška Jaroslava Švedovová. Osm předchozích měsíců hrála po boku Češky Barbory Strýcovou, s níž vyhrála první společný turnaj v Cincinnati, do nějž nastoupily, a poté i Toray Pan Pacific Open 2016. Jejich zápasová bilance činila 30–9. Mezi březnem 2015 až červencem 2016 byla její stabilní partnerkou Hingisová, se kterou vytvořily nejlepší světový pár díky 17 finále, z nichž čtrnáct proměnily v turnajový titul.
V říjnu 2005 ji časopis Time zařadil do seznamu „50 asijských hrdinů“. V březnovém vydání The Economic Times z roku 2010 byla uvedena mezi „33 ženami, na které je Indie hrdá“. Dne 25. listopadu 2014 se stala Velvyslankyní dobré vůle Organizace spojených národů pro jižní Asii.
 Magazín Time ji v roce 2016 uvedl v seznamu „100 nejvlivnějších lidí světa“.

## Týmové soutěže

### Billie Jean King Cup
V indickém fedcupovém týmu debutovala v roce 2003 základním blokem 2. skupiny zóny Asie a Oceánie proti Filipínám, v němž k výhře 3:0 na zápasy přispěla bodem z dvouhry proti Francesce La'ové. V soutěži celkově nastoupila k dvaceti devíti mezistátním utkáním s bilancí 13–5 ve dvouhře a 14–5 ve čtyřhře.

### Olympijské hry
Indii reprezentovala na Letních olympijských hrách 2008 v Pekingu, kde ve druhém setu prvního kola ženské dvouhry skrečovala utkání proti Ivetě Benešové. Důvodem bylo bolestivé zranění pravého zápěstí. Tato zdravotní indispozice způsobila její odstoupení z ženské čtyřhry, kde se měla po boku Sunithy Raové utkat s francouzskou dvojicí Taťána Golovinová a Pauline Parmentierová.
Zúčastnila se také londýnských Her XXX. olympiády, kde v úvodním kole ženského debla s Rušmi Čakravárthíovou nestačily na tchajwanský pár Čuang Ťia-žung a Sie Šu-wej po třísetovém průběhu. Spolu s Leandrem Paesem hrála smíšenou soutěž, kde skončili ve druhém kole na raketách pozdějších olympijských vítězů Viktorie Azarenkové a Maxe Mirného z Běloruska.

### Hopmanův pohár
Indii dvakrát reprezentovala na Hopmanově poháru, vždy po boku Rohana Bopanny.
V roce 2007 obsadili druhé, a první nepostupové, místo základní skupiny. Ve dvouhře porazila Lucii Šafářovou, Chorvatku Sanju Ančićovou a podlehla Španělce Anabel Medinaové Garriguesové. Následující ročník 2008 znamenal opět konečnou druhou příčku ve čtyřčlenné skupině, když přehrála Američanku Meghann Shaughnessyovou a Australanku Aliciu Molikovou. Rok starou porážku jí oplatila Lucie Šafářová.
Během obou účastí vyhrála s Bopannou všech šest mixů.

### Další akce
Na Asijských hrách získala ze čtyř ročníků – postupně konaných v Pusanu 2002, Dauhá 2006, Kantonu 2010 a Inčchonu 2014, celkem osm medailí – dvě zlaté, tři stříbrné a tři bronzové. Hry Commonwealthu 2010 v Dillí pro ni znamenaly stříbrný kov z dvouhry a bronzový z ženského debla. Z Afro-asijských her 2003 v Hajdarábádu si odvezla čtyři zlaté medaile, když vyhrála všechny soutěže.

## Tenisová kariéra

### Juniorská kariéra
Tenis začala hrát v šesti letech a profesionálkou se stala v únoru 2003. V juniorské kategorii vyhrála deset titulů ve dvouhře a třináct ve čtyřhře.
V páru s Ruskou Alisou Klejbanovovou zvítězila v juniorské čtyřhře Wimbledonu 2003, kde ve finále zdolaly česko-nizozemský pár Kateřina Böhmová a Michaëlla Krajiceková. S krajankou Sanaou Bhambriovou si zahrály semifinále debla na US Open 2003 a čtvrtfinále na US Open 2002.

### Profesionální kariéra

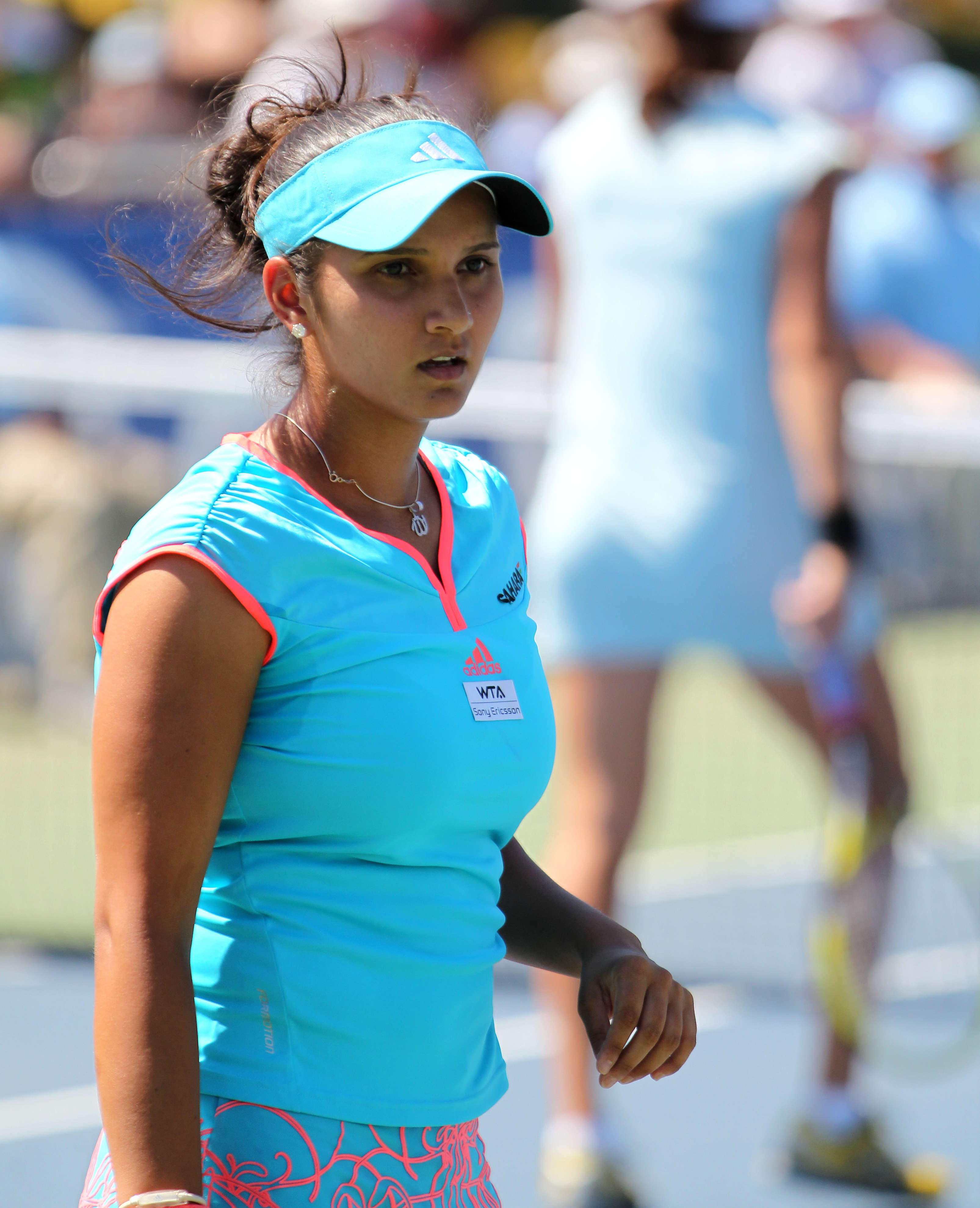
Během Citi Open 2011

První ženský turnaj na okruhu ITF odehrála jako patnáctiletá v dubnu 2001. Premiérovou událostí na okruhu WTA Tour se stal hajdarábádský AP Tourism Hyderabad Open v únoru 2003, do nějž obdržela divokou kartu od pořadatelů. V úvodním kole však nestačila na Australanku Evii Dominikovicovou. Navazující týden skončila v prvním kole kvalifikace Qatar Ladies Open 2003 na raketě Češky Olgy Blahotové.
V únoru 2004 se stala první Indkou v historii, která vyhrála turnaj na okruhu WTA Tour, když s Jihoafričankou Liezel Huberovou ve finále čtyřhry AP Tourism Hyderabad Open porazily čínskou dvojici Li Ťing a Sun Tchien-tchien. V ročníku 2005 bengalúrského turnaje vyhrála, jako první indická tenistka, singlový titul WTA po finálovém vítězství nad devátou nasazenou Ukrajinkou Aljonou Bondarenkovou. Bodový zisk jí zajistil premiérový průnik do elitní stovky žebříčku WTA, když 14. února 2005 postoupila ze 134.  na 99. příčku. V důsledku třetího kola na sandiegském Acura Classic 2005 se 8. srpna 2005 poprvé objevila v Top 50 poté, co se posunula z 59. na 48. místo.
Na Australian Open 2005 se stala první indickou tenistkou, která postoupila do třetího kola grandslamu, a na US Open 2005 toto maximum vylepšila osmifinálovou účastí, když v úvodních třech kolech na její raketě skončily Mashona Washingtonová, Maria Elena Camerinová a Marion Bartoliová. Stopku ji však ve čtvrté fázi vystavila nejvýše nasazená Maria Šarapovová. Přes Věru Zvonarevovou prošla do semifinále Japan Open Tennis Championships 2005, v němž podlehla Francouzce Taťáně Golovinové. Za výkony v celé sezóně byla Ženskou tenisovou asociací vyhlášena Nováčkem roku 2005.
V sezóně 2006 si připsala tři výhry nad hráčkami elitní světové desítky – Světlanou Kuzněcovovou, Naděždou Petrovovou a Martinou Hingisovou. Rok 2007 rozehrála aktivní zápasovou bilancí 10–4. Semifinále si zahrála na hobartském Moorilla Hobart International 2007 i PTT Pattaya Open 2007. Ve druhém kole Australian Open 2007 její cestu pavoukem ukončila Japonka Aiko Nakamuraová. Dne 2. března 2007 podstoupila operaci kolena znamenající desetitýdenní pauzu.
Nejlepší singlovou formu prožívala na letních amerických betonech, kde obsadila osmé místo v US Open Series 2007. Následkem toho dosáhla 27. srpna 2007 kariérního maxima, když figurovala na 27. příčce žebříčku WTA. Na US Open 2007 byla jako první Indka v historii nasazená ve dvouhře Grand Slamu. Do Flushing Meadows přijížděla v roli turnajové šestadvacítky. Ve třetím kole však zůstala na raketě šesté nasazené Rusky Anně Čakvetadzeové. Po turnaji vynechala další část sezóny pro operaci zápěstí a také natažené břišní svalstvo.
V roce 2008 překonala na odměnách jako první indická hráčka hranici 1 milionu dolarů. Semifinálové účasti dosáhla na travnatém AEGON Classic 2009 a ósackém HP Open 2009. V prvním případě podlehla Magdaléně Rybárikové, ve druhém pak Francesce Schiavoneové. Do finále se probojovala na únorovém Pattaya Women's Open 2009, kde ji zdolala nejvýše nasazená Věra Zvonarevová. Jako první Indka vyhrála grandslamovou událost, když s Mahešem Bhúpatím ovládli smíšenou soutěž Australian Open 2009. Od února do června 2010 nehrála pro další chirurgický zákrok na pravém zápěstí.

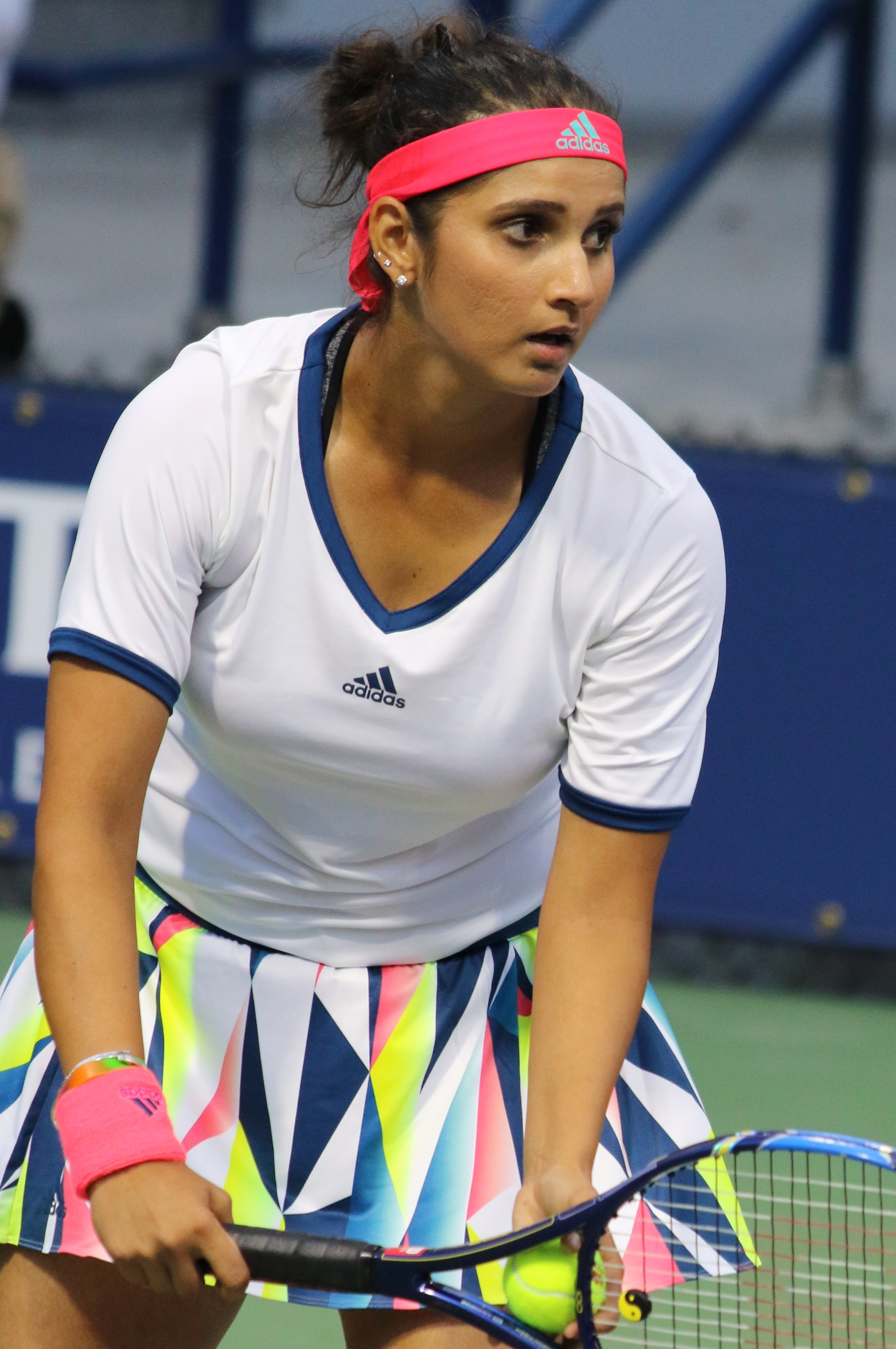
Ve čtyřhře na US Open 2016

Po ženské čtyřhře US Open 2011 premiérově vystoupala do elitní světové desítky deblového žebříčku WTA, když se 12. září 2011 posunula z 11. na 10. místo. Zbývající část roku opět absentovala pro opakované zdravotní problémy se zápěstím a kolenem.
Od sezóny 2013 začala nastupovat výlučně do čtyřhry. V březnu 2015 se její stabilní spoluhráčkou stala Švýcarka Martina Hingisová, s níž stejný měsíc triumfovala na velkých amerických turnajích – Indian Wells Masters 2015 a Miami Masters 2015. V obou finálových duelech zdolaly ruskou dvojici Jekatěrina Makarovová a Jelena Vesninová. Třetí trofej v řadě přidaly na dubnovém Family Circle Cupu 2015. Bodový zisk ji 13. dubna katapultoval do čela žebříčku WTA ve čtyřhře. Stala se tak první ženskou světovou jedničkou z Indie a po Gisele Dulkové druhou deblovou, jež před nástupem na 1. místo, nevyhrála žádný grandslam v ženské čtyřhře. Tím se stal až červencový Wimbledon 2015, kde s Hingisovou porazily ve finále druhý pár světa Jekatěrina Makarovová a Jelena Vesninová po třísetovém průběhu. Dominanci v sezóně 2015 pak se Švýcarkou potvrdila dalšími trofejemi na US Open, kantonském Guangzhou International Women's Open, na Wu-han Open, China Open a konečně i při závěrečné akci na Turnaji mistryň. Rok završily 22. vyhraným zápasem v řadě a devátou trofejí ze šestnáctí turnajů, které společně odehrály.
Ve finále čtyřhry Apia International Sydney 2016 porazila s Hingisovou francouzský pár Caroline Garciaová a Kristina Mladenovicová. V závěru druhé sady se přitom ocitly na prahu porážky, když dokázaly otočit nepříznivý stav gamů 1–6 a 2–5. Zvítězily tak ve 30. zápasem za sebou, čímž překonaly výkon páru Gigi Fernándezová a Nataša Zverevová, který v sezóně 1994 dosáhl na sérii 28 zápasů. Vítězná šňůra 41 zápasů bez porážky skončila ve čtvrtfinále únorového Qatar Total Open 2016, kde je zdolala ruská dvojice Darja Kasatkinová a Jelena Vesninová až v rozhodujícím superitebreaku. Hráčky tak nepřekonaly československou dvojici Jana Novotná a Helena Suková, která v roce 1990 zaznamenala 44zápasovou neporazitelnost. Rekordní zápis držel pár Martina Navrátilová a Pam Shriverová, jenž v letech 1983 až 1985 neprohrál 109 utkání v řadě. Hingisová s Mirzaovou se zařadily na čtvrté místo historických tabulek. Naposledy předtím prohrály zápas v srpnu 2015 a od té doby ovládly devět turnajů za sebou. Od počátku spolupráce dosáhly na bilanci 74–8.
V srpnu 2016 více zdrojů, včetně Ženské tenisové asociace, uvedlo, že její spolupráce s Hingisovou skončila. Během 16měsíčního období vyhrály 13 turnajů včetně tří grandslamů a obě se staly světovými jedničkami. Po Letních olympijských hrách 2016 začala Mirzaová hrát s Barborou Strýcovou a Švýcarka vytvořila dvojici s Američankou Coco Vandewegheovou. Indicko-švýcarský pár přezdívaný „Santina“ měl již přitom zajištěnu účast na Turnaji mistryň 2016. Při prvním startu s novými partnerkami na srpnovém Western & Southern Open 2016 se obě světové jedničky probojovaly do finále. Mirzaová se Strýcovou triumfovaly po dvousetovém průběhu, čímž se Indka osamostatnila na čele světové klasifikace. Spolupráci ukončily v dubnu 2017 po finále na Miami Open 2017, když Češka jako světová singlová osmnáctka měla v úmyslu stále se věnovat dvouhře, z čehož plynul jiný turnajový harmonogram. Jejich zápasová bilance činila 30–9. Následně Indka začala hrát v páru s Kazaškou Jaroslavou Švedovovou.

## Soukromý život

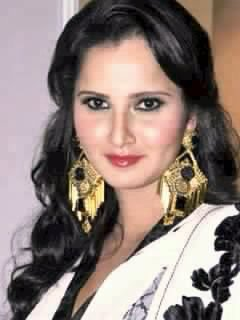
Mirzaová na Global Peace Fashion Show, 2012

Narodila se roku 1986 v Bombaji, metropoli indického svazového státu Maháráštra, do ší'itské rodiny Imrana a Naseemy Mirzaových. Krátce po narození se rodina přestěhovala do Hajdarábádu, kde v únoru 2003 odehrála první turnaj na okruhu WTA Tour. Má mladší sestru.
V roce 2009 se zasnoubila s kamarádem z mládí a podnikatelem Sohrabem Mirzaou, ale svatba byla odvolána. Následně navázala partnerský vztah s pákistánským kriketistou Shoaibem Malikem. Dne 12. dubna 2010 se za něj provdala při tradičním muslimském obřadu v hajdarábádském hotelu Taj Krishna. Následovala svatba podle pákistánských zvyklostí v paňdžábském Láhauru. V dubnu 2018 přerušila kariéru pro těhotenství a v závěru října porodila syna Izhaana.
Čennaíská univerzita Dr. M.G.R. Educational and Research Institute jí 11. prosince 2008 udělila čestný doktorát literatury (Doctor of Letters, Litterarum doctor). Příbuzenský vztah má s kriketisty Ghulamem Ahmedem a Asifem Iqbalem.

## Ceny a výkony

### Ceny
- 2004: Ardžuna – ocenění indické vlády,
- 2005: Nováček roku – cena Ženské tenisové asociace,
- 2006: Padma Šrí – čtvrté nejvyšší civilní vyznamenání Indie; za tenisové výkony.[35]

### Výkony

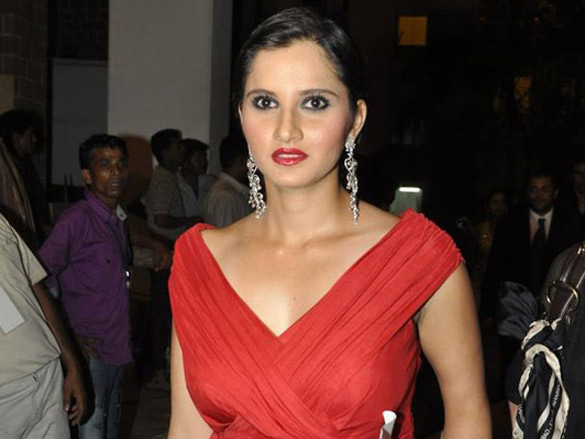
Mirzaová na Miss Indie 2010

Sania Mirzaová se stala první indickou tenistkou, která:
- vyhrála turnaj na okruhu WTA Tour,
- vyhrála singlový turnaj na okruhu WTA Tour,
- vyhrála třetí i čtvrté kolo dvouhry Grand Slamu,
- vyhrála grandslamovou soutěž – smíšenou a poté i ženskou čtyřhru,
- byla nasazená ve dvouhře Grand Slamu,
- byla nasazená jako č. 1 ve dvouhře turnaje WTA Tour a to na Morocco Open 2007,[36]
- vydělala více než 1 milion dolarů,
- pronikla do Top 50 žebříčku WTA dvouhry,
- se stala světovou jedničkou na žebříčku WTA – ve čtyřhře.[1]

## Finále na Grand Slamu

### Ženská čtyřhra: 4 (3–1)
| Stav       | rok  | turnaj          | povrch | spoluhráčka       | soupeřky ve finále                     | výsledek           |
| ---------- | ---- | --------------- | ------ | ----------------- | -------------------------------------- | ------------------ |
| Finalistka | 2011 | French Open     | antuka | Jelena Vesninová  | Andrea Hlaváčková Lucie Hradecká       | 4–6, 3–6           |
| Vítězka    | 2015 | Wimbledon       | tráva  | Martina Hingisová | Jekatěrina Makarovová Jelena Vesninová | 5–7, 7–6(7–4), 7–5 |
| Vítězka    | 2015 | US Open         | tvrdý  | Martina Hingisová | Casey Dellacquová Jaroslava Švedovová  | 6–3, 6–3           |
| Vítězka    | 2016 | Australian Open | tvrdý  | Martina Hingisová | Andrea Hlaváčková Lucie Hradecká       | 7–6(7–1), 6–3      |

### Smíšená čtyřhra: 8 (3–5)
| Stav       | rok  | turnaj              | povrch | spoluhráč     | soupeři ve finále                            | výsledek         |
| ---------- | ---- | ------------------- | ------ | ------------- | -------------------------------------------- | ---------------- |
| Finalistka | 2008 | Australian Open     | tvrdý  | Maheš Bhúpatí | Sun Tchien-tchien Nenad Zimonjić             | 6–7(4–7), 4–6    |
| Vítězka    | 2009 | Australian Open     | tvrdý  | Maheš Bhúpatí | Nathalie Dechyová Andy Ram                   | 6–3, 6–1         |
| Vítězka    | 2012 | French Open         | antuka | Maheš Bhúpatí | Klaudia Jansová-Ignaciková Santiago González | 7–6(7–3), 6–1    |
| Finalistka | 2014 | Australian Open (2) | tvrdý  | Horia Tecău   | Kristina Mladenovicová Daniel Nestor         | 3–6, 2–6         |
| Vítězka    | 2014 | US Open             | tvrdý  | Bruno Soares  | Abigail Spearsová Santiago González          | 6–1, 2–6, [11–9] |
| Finalistka | 2016 | French Open         | antuka | Ivan Dodig    | Martina Hingisová Leander Paes               | 6–4, 4–6, [8–10] |
| Finalistka | 2017 | Australian Open (3) | tvrdý  | Ivan Dodig    | Abigail Spearsová Juan Sebastián Cabal       | 2–6, 4–6         |
| Finalistka | 2023 | Australian Open (4) | tvrdý  | Rohan Bopanna | Luisa Stefaniová Rafael Matos                | 6–7(2–7), 2–6    |

## Zápasy o olympijské medaile

### Smíšená čtyřhra: 1 (0–1)
| Stav     | datum          | turnaj                   | povrch | spoluhráč     | soupeři v zápase o medaili    | výsledek |
| -------- | -------------- | ------------------------ | ------ | ------------- | ----------------------------- | -------- |
| 4. místo | 14. srpna 2016 | Rio de Janeiro, Brazílie | tvrdý  | Rohan Bopanna | Lucie Hradecká Radek Štěpánek | 1–6, 5–7 |

## Finále na okruhu WTA Tour
| Legenda                                          |
| ------------------------------------------------ |
| D – dvouhra; Č – čtyřhra                         |
| Grand Slam (3–1 Č)                               |
| Turnaj mistryň (2–0 Č)                           |
| Premier Mandatory & Premier 5 / WTA 1000 (9–9 Č) |
| Premier / WTA 500 (0–1 D; 16–8 Č)                |
| International / WTA 250 (1–2 D; 12–5 Č)          |

### Dvouhra: 4 (1–3)
| Stav       | č. | datum             | turnaj                      | povrch | soupeřka ve finále  | výsledek      |
| ---------- | -- | ----------------- | --------------------------- | ------ | ------------------- | ------------- |
| Vítězka    | 1. | 12. února 2005    | Hajdarábád, Indie           | tvrdý  | Aljona Bondarenková | 6–4, 5–7, 6–3 |
| Finalistka | 1. | 20. srpna 2005    | Forest Hills, Spojené státy | tvrdý  | Lucie Šafářová      | 6–3, 5–7, 4–6 |
| Finalistka | 2. | 29. července 2007 | Stanford, Spojené státy     | tvrdý  | Anna Čakvetadzeová  | 3–6, 2–6      |
| Finalistka | 3. | 15. února 2009    | Pattaya, Thajsko            | tvrdý  | Věra Zvonarevová    | 5–7, 1–6      |

### Čtyřhra: 65 (42–23)
| Stav       | č.  | datum             | turnaj                                | povrch     | spoluhráčka                  | soupeřky ve finále                                  | výsledek               |
| ---------- | --- | ----------------- | ------------------------------------- | ---------- | ---------------------------- | --------------------------------------------------- | ---------------------- |
| Vítězka    | 1.  | 22. února 2004    | Hajdarábád, Indie                     | tvrdý      | Liezel Huberová              | Li Ťing Sun Tchien-tchien                           | 7–6(7–1), 6–4          |
| Vítězka    | 2.  | 19. února 2006    | Bengalúru, Indie                      | tvrdý      | Liezel Huberová              | Jelena Vesninová Anastasia Rodionovová              | 6–3, 6–3               |
| Finalistka | 1.  | 9. března 2006    | Amelia Island, Spojené státy          | antuka     | Liezel Huberová              | Šinobu Asagoeová Katarina Srebotniková              | 2–6, 4–6               |
| Finalistka | 2.  | 27. května 2006   | Istanbul, Turecko                     | antuka     | Alicia Moliková              | Aljona Bondarenková Anastasia Jakimovová            | 2–6, 4–6               |
| Finalistka | 3.  | 23. července 2006 | Cincinnati, Spojené státy             | tvrdý      | Marta Domachowská            | Maria Elena Camerinová Gisela Dulková               | 4–6, 6–3, 2–6          |
| Vítězka    | 3.  | 24. září 2006     | Kalkata, Indie                        | tvrdý (h)  | Liezel Huberová              | Julia Bejgelzimerová Juliana Fedaková               | 6–4, 6–0               |
| Vítězka    | 4.  | 20. května 2007   | Fás, Maroko                           | antuka     | Vania Kingová                | Andreea Ehrittová-Vancová Anastasia Rodionovová     | 6–1, 6–2               |
| Finalistka | 4.  | 26. května 2007   | Istanbul, Turecko                     | antuka     | Čan Jung-žan                 | Agnieszka Radwańská Urszula Radwańská               | 1–6, 3–6               |
| Vítězka    | 5.  | 22. července 2007 | Cincinnati, Spojené státy             | tvrdý      | Bethanie Matteková           | Alina Židkovová Taťána Pučeková                     | 7–6(7–4), 7–5          |
| Vítězka    | 6.  | 29. července 2007 | Stanford, Spojené státy               | tvrdý      | Šachar Pe'erová              | Viktoria Azarenková Anna Čakvetadzeová              | 6–4, 7–6(7–5)          |
| Vítězka    | 7.  | 25. srpna 2007    | New Haven, Spojené státy              | tvrdý      | Mara Santangelová            | Liezel Huberová Cara Blacková                       | 6–1, 6–2               |
| Vítězka    | 8.  | 12. dubna 2009    | Ponte Vedra Beach, Spojené státy      | antuka     | Čuang Ťia-žung               | Květa Peschkeová Lisa Raymondová                    | 6–3, 4–6, [10–7]       |
| Vítězka    | 9.  | 19. září 2010     | Kanton, Čína                          | tvrdý      | Edina Gallovitsová           | Chan Sin-jün Liou Wan-tching                        | 7–5, 6–3               |
| Vítězka    | 10. | 19. března 2011   | Indian Wells, Spojené státy           | tvrdý      | Jelena Vesninová             | Bethanie Matteková-Sandsová Meghann Shaughnessyová  | 6–0, 7–5               |
| Vítězka    | 11. | 10. dubna 2011    | Charleston, Spojené státy             | antuka     | Jelena Vesninová             | Bethanie Matteková-Sandsová Meghann Shaughnessyová  | 6–4, 6–4               |
| Finalistka | 5.  | 4. června 2011    | French Open, Paříž, Francie           | antuka     | Jelena Vesninová             | Andrea Hlaváčková Lucie Hradecká                    | 3–6, 4–6               |
| Vítězka    | 12. | 31. července 2011 | Washington D.C., Spojené státy        | tvrdý      | Jaroslava Švedovová          | Olga Govorcovová Alla Kudrjavcevová                 | 6–3, 6–3               |
| Vítězka    | 13. | 12. února 2012    | Pattaya, Thajsko                      | tvrdý      | Anastasia Rodionovová        | Čan Chao-čching Čan Jung-žan                        | 3–6, 6–1, [10–8]       |
| Finalistka | 6.  | 25. února 2012    | Dubaj, Spojené arabské emiráty        | tvrdý      | Jelena Vesninová             | Liezel Huberová Lisa Raymondová                     | 2–6, 1–6               |
| Finalistka | 7.  | 17. března 2012   | Indian Wells, Spojené státy           | tvrdý      | Jelena Vesninová             | Liezel Huberová Lisa Raymondová                     | 2–6, 3–6               |
| Vítězka    | 14. | 26. května 2012   | Brusel, Belgie                        | antuka     | Bethanie Matteková-Sandsová  | Alicja Rosolská Čeng Ťie                            | 6–3, 6–2               |
| Finalistka | 8.  | 6. října 2012     | Peking, Čína                          | tvrdý      | Nuria Llagosteraová Vivesová | Jekatěrina Makarovová Jelena Vesninová              | 5–7, 5–7               |
| Vítězka    | 15. | 5. ledna 2013     | Brisbane, Austrálie                   | tvrdý      | Bethanie Matteková-Sandsová  | Anna-Lena Grönefeldová Květa Peschkeová             | 4–6, 6–4, [10–7]       |
| Vítězka    | 16. | 23. února 2013    | Dubaj, Spojené arabské emiráty        | tvrdý      | Bethanie Matteková-Sandsová  | Naděžda Petrovová Katarina Srebotniková             | 6–4, 2–6, [10–7]       |
| Finalistka | 9.  | 28. dubna 2013    | Stuttgart, Německo                    | antuka (h) | Bethanie Matteková-Sandsová  | Mona Barthelová Sabine Lisická                      | 4–6, 5–7               |
| Vítězka    | 17. | 24. srpna 2013    | New Haven, Spojené státy              | tvrdý      | Čeng Ťie                     | Anabel Medinaová Garriguesová Katarina Srebotniková | 6–3, 6–4               |
| Vítězka    | 18. | 28. září 2013     | Tokio, Japonsko                       | tvrdý      | Cara Blacková                | Čan Chao-čching Liezel Huberová                     | 4–6, 6–0, [11–9]       |
| Vítězka    | 19. | 5. října 2013     | Peking, Čína                          | tvrdý      | Cara Blacková                | Věra Duševinová Arantxa Parraová Santonjaová        | 6–2, 6–2               |
| Finalistka | 10. | 16. března 2014   | Indian Wells, Spojené státy           | tvrdý      | Cara Blacková                | Sie Šu-wej Pcheng Šuaj                              | 6–7(5–7), 2–6          |
| Finalistka | 11. | 27. dubna 2014    | Stuttgart, Německo                    | antuka     | Cara Blacková                | Sara Erraniová Roberta Vinciová                     | 2–6, 3–6               |
| Vítězka    | 20. | 3. května 2014    | Oeiras, Portugalsko                   | antuka     | Cara Blacková                | Eva Hrdinová Valerija Solovjovová                   | 6–4, 6–3               |
| Finalistka | 12. | 10. srpna 2014    | Montréal, Kanada                      | tvrdý      | Cara Blacková                | Sara Erraniová Roberta Vinciová                     | 6–7(4–7), 3–6          |
| Vítězka    | 21. | 20. září 2014     | Tokio, Japonsko                       | tvrdý      | Cara Blacková                | Garbiñe Muguruzaová Carla Suárezová Navarrová       | 6–2, 7–5               |
| Finalistka | 13. | 4. října 2014     | Peking, Čína                          | tvrdý      | Cara Blacková                | Andrea Hlaváčková Pcheng Šuaj                       | 4–6, 4–6               |
| Vítězka    | 22. | 26. října 2014    | Turnaj mistryň, Singapur              | tvrdý (h)  | Cara Blacková                | Sie Šu-wej Pcheng Šuaj                              | 6–1, 6–0               |
| Vítězka    | 23. | 16. ledna 2015    | Sydney, Austrálie                     | tvrdý      | Bethanie Matteková-Sandsová  | Abigail Spearsová Raquel Kopsová-Jonesová           | 6-3, 6-3               |
| Finalistka | 14. | 28. února 2015    | Dauhá, Katar                          | tvrdý      | Sie Šu-wej                   | Abigail Spearsová Raquel Kopsová-Jonesová           | 4–6, 4–6               |
| Vítězka    | 24. | 20. března 2015   | Indian Wells, Spojené státy           | tvrdý      | Martina Hingisová            | Jekatěrina Makarovová Jelena Vesninová              | 6–3, 6–4               |
| Vítězka    | 25. | 4. dubna 2015     | Miami, Spojené státy                  | tvrdý      | Martina Hingisová            | Jekatěrina Makarovová Jelena Vesninová              | 7–5, 6–1               |
| Vítězka    | 26. | 12. dubna 2015    | Charleston, Spojené státy             | antuka     | Martina Hingisová            | Casey Dellacquová Darija Juraková                   | 6–0, 6–4               |
| Finalistka | 15. | 17. května 2015   | Řím, Itálie                           | antuka     | Martina Hingisová            | Tímea Babosová Kristina Mladenovicová               | 4–6, 3–6               |
| Vítězka    | 27. | 11. července 2015 | Wimbledon, Londýn, Spojené království | tráva      | Martina Hingisová            | Jekatěrina Makarovová Jelena Vesninová              | 5–7, 7–6(7–4), 7–5     |
| Vítězka    | 28. | 13. září 2015     | US Open, New York, Spojené státy      | tvrdý      | Martina Hingisová            | Casey Dellacquová Jaroslava Švedovová               | 6–3, 6–3               |
| Vítězka    | 29. | 26. září 2015     | Kanton, Čína                          | tvrdý      | Martina Hingisová            | Sü Š'-lin Jou Siao-ti                               | 6–3, 6–1               |
| Vítězka    | 30. | 3. října 2015     | Wu-chan, Čína                         | tvrdý      | Martina Hingisová            | Irina-Camelia Beguová Monica Niculescuová           | 6–2, 6–3               |
| Vítězka    | 31. | 10. října 2015    | Peking, Čína                          | tvrdý      | Martina Hingisová            | Čan Jung-žan Čan Chao-čching                        | 6–7(9–11), 6–1, [10–8] |
| Vítězka    | 32. | 1. listopadu 2015 | Singapur, Singapur                    | tvrdý (h)  | Martina Hingisová            | Garbiñe Muguruzaová Carla Suárezová Navarrová       | 6–0, 6–3               |
| Vítězka    | 33. | 9. ledna 2016     | Brisbane, Austrálie (2)               | tvrdý      | Martina Hingisová            | Angelique Kerberová Andrea Petkovicová              | 7–5, 6–1               |
| Vítězka    | 34. | 15. ledna 2016    | Sydney, Austrálie (2)                 | tvrdý      | Martina Hingisová            | Caroline Garciaová Kristina Mladenovicová           | 1–6, 7–5, [10–5]       |
| Vítězka    | 35. | 29. ledna 2016    | Australian Open, Melbourne, Austrálie | tvrdý      | Martina Hingisová            | Andrea Hlaváčková Lucie Hradecká                    | 7–6(7–1), 6–3          |
| Vítězka    | 36. | 14. února 2016    | Petrohrad, Rusko                      | tvrdý (h)  | Martina Hingisová            | Věra Duševinová Barbora Krejčíková                  | 6–3, 6–1               |
| Finalistka | 16. | 24. dubna 2016    | Stuttgart, Německo (3)                | antuka (h) | Martina Hingisová            | Caroline Garciaová Kristina Mladenovicová           | 6–2, 1–6, [6–10]       |
| Finalistka | 17. | 7. května 2016    | Madrid, Španělsko                     | antuka     | Martina Hingisová            | Caroline Garciaová Kristina Mladenovicová           | 4–6, 4–6               |
| Vítězka    | 37. | 15. května 2016   | Řím, Itálie                           | antuka     | Martina Hingisová            | Jekatěrina Makarovová Jelena Vesninová              | 6–1, 6–7(5–7), [10–3]  |
| Vítězka    | 38. | 21. srpna 2016    | Cincinnati, Spojené státy             | tvrdý      | Barbora Strýcová             | Martina Hingisová Coco Vandewegheová                | 7–5, 6–4               |
| Vítězka    | 39. | 27. srpna 2016    | New Haven, Spojené státy              | tvrdý      | Monica Niculescuová          | Kateryna Bondarenková Čuang Ťia-žung                | 7–5, 6–4               |
| Vítězka    | 40. | 24. září 2016     | Tokio, Japonsko                       | tvrdý      | Barbora Strýcová             | Liang Čchen Jang Čao-süan                           | 6–1, 6–1               |
| Finalistka | 18. | 1. října 2016     | Wu-chan, Čína                         | tvrdý      | Barbora Strýcová             | Bethanie Matteková-Sandsová Lucie Šafářová          | 1–6, 4–6               |
| Vítězka    | 41. | 7. ledna 2017     | Brisbane, Austrálie (3)               | tvrdý      | Bethanie Matteková-Sandsová  | Jekatěrina Makarovová Jelena Vesninová              | 6–2, 6–3               |
| Finalistka | 19. | 13. ledna 2017    | Sydney, Austrálie                     | tvrdý      | Barbora Strýcová             | Tímea Babosová Anastasija Pavljučenkovová           | 4–6, 4–6               |
| Finalistka | 20. | 2. dubna 2017     | Miami, Spojené státy                  | tvrdý      | Barbora Strýcová             | Gabriela Dabrowská Sü I-fan                         | 4–6, 3–6               |
| Vítězka    | 42. | 18. ledna 2020    | Hobart, Austrálie                     | tvrdý      | Nadija Kičenoková            | Pcheng Šuaj Čang Šuaj                               | 6–4, 6–4               |
| Finalistka | 21. | 28. srpna 2021    | Cleveland, Spojené státy              | tvrdý      | Christina McHaleová          | Šúko Aojamová Ena Šibaharaová                       | 5–7, 3–6               |
| Vítězka    | 43. | 27. září 2021     | Ostrava, Česko                        | tvrdý (h)  | Čang Šuaj                    | Kaitlyn Christianová Erin Routliffeová              | 6–3, 6–2               |
| Finalistka | 22. | 10. dubna 2022    | Charleston, Spojené státy             | antuka (z) | Lucie Hradecká               | Andreja Klepačová Magda Linetteová                  | 2–6, 6–4, [7–10]       |
| Finalistka | 23. | 21. května 2022   | Štrasburk, Francie                    | antuka     | Lucie Hradecká               | Nicole Melicharová-Martinezová Darja Savilleová     | 7–5, 5–7, [6–10]       |

## Finále na juniorském Grand Slamu

### Čtyřhra juniorek: 1 (1–0)
| Stav    | rok  | turnaj    | povrch | spoluhráčka        | soupeřky ve finále                     | výsledek      |
| ------- | ---- | --------- | ------ | ------------------ | -------------------------------------- | ------------- |
| Vítězka | 2003 | Wimbledon | tráva  | Alisa Klejbanovová | Kateřina Böhmová Michaëlla Krajiceková | 2–6, 6–3, 6–2 |

## Chronologie výsledků na Grand Slamu

### Ženská dvouhra
| Turnaj          | 2005    | 2006    | 2007    | 2008    | 2009    | 2010    | 2011    | 2012    | SR    | V–P   |
| --------------- | ------- | ------- | ------- | ------- | ------- | ------- | ------- | ------- | ----- | ----- |
| Australian Open | 3. kolo | 2. kolo | 2. kolo | 3. kolo | 2. kolo | 1. kolo | 1. kolo | 1. kolo | 0 / 8 | 7–8   |
| French Open     | 1. kolo | 1. kolo | 2. kolo | A       | 1. kolo | A       | 2. kolo | A       | 0 / 5 | 2–5   |
| Wimbledon       | 2. kolo | 1. kolo | 2. kolo | 2. kolo | 2. kolo | 1. kolo | 1. kolo | A       | 0 / 7 | 4–7   |
| US Open         | 4. kolo | 2. kolo | 3. kolo | A       | 2. kolo | 2. kolo | 1. kolo | A       | 0 / 6 | 8–6   |
| výhry–prohry    | 6–4     | 2–4     | 5–4     | 3–2     | 3–4     | 1–3     | 1–4     | 0–1     | 0–26  | 21–26 |

### Ženská čtyřhra
| Turnaj          | 2004 | 2005    | 2006    | 2007    | 2008    | 2009    | 2010    | 2011    | 2012    | 2013    | 2014    | 2015    | 2016    | 2017    | … | 2020    | 2021    | 2022    | 2023    | SR     | V–P    |
| --------------- | ---- | ------- | ------- | ------- | ------- | ------- | ------- | ------- | ------- | ------- | ------- | ------- | ------- | ------- | - | ------- | ------- | ------- | ------- | ------ | ------ |
| Australian Open | A    | A       | 1. kolo | 3. kolo | 3. kolo | 1. kolo | 3. kolo | 1. kolo | SF      | 1. kolo | ČF      | 2. kolo | Vítěz   | 3. kolo |   | 1. kolo | A       | 1. kolo | 2. kolo | 1 / 15 | 23–14  |
| French Open     | A    | 2. kolo | 3. kolo | 1. kolo | A       | 2. kolo | A       | F       | 1. kolo | 3. kolo | ČF      | ČF      | 3. kolo | 1. kolo |   | A       | A       | 3. kolo | —       | 0 / 12 | 19–11  |
| Wimbledon       | Q1   | 1. kolo | 2. kolo | 3. kolo | ČF      | 2. kolo | 2. kolo | SF      | 3. kolo | 3. kolo | 2. kolo | Vítěz   | ČF      | 3. kolo |   | NH      | 2. kolo | 1. kolo | —       | 1 / 15 | 29–13  |
| US Open         | A    | 1. kolo | 3. kolo | ČF      | A       | 2. kolo | 1. kolo | 3. kolo | 3. kolo | SF      | SF      | Vítěz   | ČF      | SF      |   | A       | 1. kolo | A       | —       | 1 / 13 | 31–12  |
| výhry–prohry    | 0–0  | 1–3     | 5–4     | 7–4     | 5–2     | 3–4     | 3–3     | 11–4    | 8–4     | 8–4     | 11–4    | 16–2    | 14–3    | 8–4     |   | 0–1     | 1–2     | 2–3     | 1–1     | 3 / 55 | 104–52 |

### Smíšená čtyřhra
| Turnaj          | 2005    | 2006    | 2007    | 2008    | 2009    | 2010 | 2011    | 2012    | 2013    | 2014    | 2015    | 2016    | 2017    | … | 2021    | 2022    | 2023 | SR     | V–P   |
| --------------- | ------- | ------- | ------- | ------- | ------- | ---- | ------- | ------- | ------- | ------- | ------- | ------- | ------- | - | ------- | ------- | ---- | ------ | ----- |
| Australian Open | A       | 1. kolo | 1. kolo | F       | Vítěz   | A    | A       | SF      | ČF      | F       | SF      | SF      | F       |   | A       | ČF      | F    | 1 / 12 | 32–11 |
| French Open     | A       | 1. kolo | 2. kolo | A       | 1. kolo | A    | 1. kolo | Vítěz   | 1. kolo | 2. kolo | 1. kolo | F       | ČF      |   | A       | 2. kolo | —    | 1 / 11 | 17–10 |
| Wimbledon       | 2. kolo | 3. kolo | 2. kolo | 2. kolo | 3. kolo | A    | ČF      | 2. kolo | ČF      | 3. kolo | ČF      | 2. kolo | 3. kolo |   | 3. kolo | SF      | —    | 0 / 14 | 28–14 |
| US Open         | A       | 1. kolo | ČF      | A       | 2. kolo | A    | 1. kolo | ČF      | 1. kolo | Vítěz   | 1. kolo | 2. kolo | 1. kolo |   | 1. kolo | A       | —    | 1 / 11 | 14–10 |
| výhry–prohry    | 0–0     | 1–3     | 5–4     | 7–4     | 6–3     | 2–3  | 3–3     | 11–4    | 8–4     | 8–4     | 11–4    | 16–2    | 14–3    |   | 2–2     | 6–3     | 3–1  | 3 / 48 | 91–45 |

| Legenda | Legenda                                   | Legenda | Legenda                     |
| ------- | ----------------------------------------- | ------- | --------------------------- |
| SR      | poměr vyhraných turnajů ku všem odehraným | W–L V–P | výhry–prohry                |
| NH      | daný rok se turnaj nekonal                | A       | turnaje se hráč nezúčastnil |
| 1Q / LQ | prohra v (kole) kvalifikace               | 1k / 1R | prohra v daném kole turnaje |
| QF / ČF | prohra ve čtvrtfinále                     | SF      | prohra v semifinále         |
| F       | prohra ve finále                          | Vítěz   | vítězství v turnaji         |

## Postavení na konečném žebříčku WTA

### Dvouhra
| Rok    | 2001 | 2002   | 2003   | 2004   | 2005  | 2006  | 2007  | 2008  | 2009  | 2010   | 2011  | 2012   | 2013–2022 |
| Pořadí | 987. | ▲ 837. | ▲ 399. | ▲ 206. | ▲ 31. | ▼ 66. | ▲ 32. | ▼ 99. | ▲ 58. | ▼ 166. | ▲ 88. | ▼ 280. | —         |

### Čtyřhra
| Rok    | 2002 | 2003   | 2004   | 2005   | 2006  | 2007  | 2008  | 2009  | 2010  | 2011  | 2012  | 2013  | 2014 | 2015 | 2016 | 2017  | … | 2020   | 2021  | 2022  |
| Pořadí | 955. | ▲ 346. | ▲ 178. | ▲ 111. | ▲ 24. | ▲ 18. | ▼ 61. | ▲ 37. | ▼ 61. | ▲ 11. | ▲ 12. | ▲ 10. | ▲ 6. | ▲ 1. | ▬ 1. | ▼ 12. | … | ▼ 237. | ▲ 62. | ▲ 24. |